# Edward Gibbons
Edward Gibbons{nota, 1} (Cambridge, 21 de març, 1568 - al juliol de 1650 o abans) va ser un mestre de cor i compositor anglès del Renaixement tardà i els primers períodes del Barroc.
Nascut a Cambridge, la joventut de Gibbons és completament desconeguda, però després va rebre títols a les universitats de Cambridge i Oxford. De 1591/92 a 1598 va treballar al "King's College" de Cambridge, com a secretari laic i mestre de cor. Durant el seu mandat es va casar amb Jane, amb qui va tenir sis fills. El parador de Gibbons els propers anys segueix sent incert; pot haver viscut a Acton, Bristol o Exeter, però el 1607 era el mestre de cor de la catedral d'Exeter, on els coristes incloïen Matthew Locke. El 1609 Gibbons va rebre una dispensa especial per convertir-se en sacerdot vicari, convertint-se en el cap del col·legi de sacerdots-vicaris i succentor. Jane va morir el 1628, i Edward es va casar amb Mary Bluet; la família va ser desallotjada de casa seva durant la guerra civil anglesa, però es va traslladar a la seva finca a Dunsford.
Sobreviuen algunes composicions de Gibbons: un preludi d'orgue, dos himnes en vers, dues obres per a consorts de viola i una mica de música sacra. D'aquests, els comentaristes han elogiat principalment els himnes en versos, How has ye City sate solitariy i What Strikes the Clocke? El musicòleg John Harley va dir que el primer era especialment commovedor, i probablement va ser escrit per a l'esclat de la pesta de Londres de 1603 a la qual podria haver sucumbit el germà de Gibbons, Ellis. Edward és el germà gran del més conegut Orlando; després de les primeres morts d'Orlando i la seva dona, Edward va tenir cura del seu fill, Christopher, que també es va convertir en un compositor conegut.

## Vida i carrera
Joventut i educació

Edward Gibbons va néixer de William Gibbons (c. 1540 – 1595) i Mary (m. 1603), i fou batejat el març de 1568 a l'església de Santa Maria la Gran, Cambridge.{nota. 2} A l'època en què els primers batejos eren habituals, per la qual cosa la seva data real de naixement era probablement poc abans del 21 de març. Va ser el primer fill supervivent d'una família de músics,{nota. 3} on el seu pare William era membre dels waits de Cambridge. El seu germà Ellis va néixer el 1573 i més tard també es va convertir en compositor, mentre que 1581/82 va veure el naixement de Ferdinando, que finalment va ocupar el lloc de William com a wait. Orlando, que es convertiria en el músic més famós de la família, va néixer el 1583 a Oxford, encara que Edward i Ellis encara vivien a Cambridge en aquell moment. No se sap res de l'educació infantil d'Edward Gibbons.{nota 4}
El biògraf del segle XVII Anthony Wood va informar que va rebre una llicenciatura en música per la Universitat de Cambridge i que va ser "incorporat al mateix grau" a la Universitat d'Oxford el 7 de juliol de 1592. Els registres indiquen que almenys des de març de 1591/92 i fins al mandat de Michaelmas  de 1598 va treballar com a empleat laic al "King's College" de Cambridge. També va ser mestre de cor allà —succeint a Thomas Hammond— durant aproximadament el mateix període, durant el qual Orlando va ser cap de cor en algun moment. El 1596, Edward es va casar amb Jane, una dona rica relacionada amb un 'Lord Spencer' desconegut. La parella va tenir sis fills: Robert (batejat l'1 de juliol de 1597, potser mort en la infància); Maria (bat. 11 d'abril de 1599); Jane; Joan (enterrat el 19 de juny de 1627); Guillem (bat. 24 d'octubre de 1607); i Murrey (enterrat el 28 de febrer de 1636).

## Exeter i la vida posterior
Cap a 1598, Hammond probablement va reprendre la seva posició com a mestre de cor, i el parador posterior de Gibbons va ser incert durant uns quants anys. En cap moment va ser l'organista de la catedral de Bristol com Wood i altres biografies primerenques registren.{nota 5}{nota 6} Els musicòlegs moderns no accepten aquesta afirmació ja que els registres detallats de Bristol no inclouen els de Gibbons.{nota 7} El musicòleg Edmund Fellowes va assenyalar, però, que "No és impossible que hagi estat organista d'una de les esglésies de la ciutat de Bristol, perquè la tradició és d'origen primerenc". Se sap que Gibbons va viure a Exeter el 1607, ja que el seu fill William hi va ser batejat el 24 d'octubre de 1607. La mare de Gibbons va morir l'abril de 1603, i el seu germà Ellis dos mesos més tard; en el testament d'Ellis, Edward Gibbons està registrat com "d'Acton", presumiblement Acton, Londres. No obstant això, no hi ha registres de la seva activitat allà,{nota, 8} i és possible que "Acton" sigui un error ortogràfic per a "Exeter", el que significa que Gibbons podria haver-se establert a Exeter ja el 1603.{nota, 9} William Cotton s'havia convertit en bisbe d'Exeter el 12 de novembre de 1598, i segons l'historiador del segle XVIII John Walker, Cotton va instar Gibbons a venir a la catedral d'Exeter en aquest moment. Això suggereix que Gibbons es va traslladar a Exeter immediatament després de la seva sortida de King's el 1598, el que crearia una cronologia lògica d'aquest període. A partir del 25 de juny de 1608, Gibbons va ensenyar coristes a la catedral d'Exeter, amb un sou de 50 xílings i quart repartit entre ell i l'organista John Lugge. De 1638 a 1641, i potser abans, el futur compositor Matthew Locke va estar entre els seus coristes. Els registres suggereixen que Gibbons sovint posava el càrrec en el seu subordinat Greenwood Randall. Algunes de les poques composicions supervivents de Gibbons probablement estaven escrites en aquesta època.
El 8 d'agost de 1609 Gibbons es va convertir en un vicari—un rector, en lloc d'un rector —per a Exeter. Com que era un laic, es va requerir una dispensa especial (presentada el 25 de març de 1609), que el va descriure com "hàbil i d'habilitat inigualables en la música i el cant".{nota, 10} Gibbons podria haver rebut aquest càrrec, a causa de la seva associació amb Cotton, que era conegut pel patrocini cap a la seva família i col·legues. El 1614 Gibbons s'havia convertit en cap (custodia) del col·legi de sacerdots-vicaris i succentor el 1615, l'últim càrrec es degué a un mandat de l'arquebisbe George Abbot. Com a succentor, Gibbons podria haver estat responsable de tocar l'orgue durant els serveis. Dos sacerdots més van presentar una queixa conjunta el 1617, acusant Gibbons de negligir els seus deures. Gibbons va "renunciar" a la seva posició com a succentor el 15 de desembre de 1627, però la queixa es va repetir el 1634. Encara que no va ser sense precedents per a un laic ser sacerdot vicari, les queixes poden haver derivat de la insatisfacció dels altres sacerdots pels seus humils orígens. Independentment, els registres indiquen, fins al 24 de maig de 1640, que Gibbons va continuar una associació amb el cor.
El seu germà Orlando va morir el 5 de juny de 1625, i la seva dona el va seguir l'any següent. Gibbons i Jane van assumir la responsabilitat dels seus fills, una tasca facilitada per la economia de Jane. Entre els seus fills adoptius hi havia el futur compositor Christopher Gibbons, que va continuar l'estudi musical amb Edward Gibbons i potser tocava l'orgue a la catedral d'Exeter. Jane va morir en algun moment de l'any següent, sent enterrada el 7 d'abril de 1628, i Gibbons es va casar amb Mary Bluet, que també tenia una gran fortuna. Walker relata que durant la Guerra Civil anglesa Gibbons va rebutjar una demanda de 500 lliures del Comissari Parlamentari perquè ell i la seva família van ser desallotjats de casa seva. No obstant això, Gibbons posseïa una finca a Dunsford, on es va establir la seva família. Els últims registres de pagament que el connecten amb la catedral són de 1644/45. Encara que les circumstàncies de la seva mort són en gran part desconegudes, sembla que va morir abans de juliol de 1650, el mes en què l'administració de la seva propietat va ser donada a algú altre. No se sap on va ser enterrat Gibbons.

## Música
Les poques composicions supervivents d'Edward Gibbons cobreixen música vocal, instrumental i de teclat. El musicòleg John Harley caracteritza la seva obra com a "competent i ocasionalment commovedora". El seu únic treball per a teclat és el relativament un breu Preludi en re menor per a orgue. El compositor Thomas Tudway el va gravar com "A Prelude upon ye Organ, com era llavors habitual abans de l'"Anthem", suggerint que s'havia de tocar abans de l'himne per a les oracions del matí i del vespre a l'església. L'himne en qüestió pot ser el de Gibbons, l'himne en vers How hath ye City sate solitary per a dos solistes d'alt, cor i un petit conjunt. El text de l'obra no sobreviu completament, però sembla que està adaptat i modificat de Lamentacions 1 del "Llibre de Lamentacions". Atès que l'obra inclou línies com "per la pesta tardana i la terrible visita", sembla probable que va ser escrita després d'un atac de pesta. Harley suggereix que si l'esdeveniment en qüestió va ser el brot de 1603 a Londres, llavors "les paraules tenen una aplicació molt personal", ja que poden referir-se a la mort del germà de Gibbons, Ellis, aquell any. Harley descriu l'himne com "autènticament commovedor". Tant el Preludi com How hath ye City sate solitary estan associats amb l'any 1611 per Tudway, si bé encara no és clar si Tudway es referia a l'any de composició o a l'any en què Gibbons, va obtenir la posició dels cutos.
A més de l'himne, l'altra música sacra supervivent de Gibbons són els escenaris dels "Commandements and Creed", així com el Credo per a un solista d'alt, dos de tenor i dos de baix. Els moviments probablement estaven pensats com una addició al Benedictus i al Te Deum del Short Service de William Mundy. També sobreviu l'himne en vers de tres parts Awake and arise, la majoria del qual es perd el text, tot i que Harley va assenyalar que "això no dissimula l'animació de la peça curta". Les seves dues obres instrumentals existents són Nomine i What Strikes the Clocke? per a cinc i tres violes respectivament. Aquestes obres són descrites per Harley com a rutinàries i "obreres". El musicòleg John Milsom considera What Strikes the Clocke? semblant a Dial Song de Charles Butler i Parsley's Clock d'Osbert Parsley, ja que les tres obres se centren al voltant d'una línia que compta les hores.
El germà d'Edward Gibbons, Ellis, va escriure dos madrigals per a la col·lecció "The Triumphs of Oriana": Visca la belle Oriana i Round about her Charret. El motiu d'això no és clar; només l'editor del conjunt, Thomas Morley, també va contribuir amb més d'una obra.{nota 11} Per explicar-ho, el musicòleg Joseph Kerman va especular que Edward era l'autor real d'una d'aquestes obres, encara que sense més de proves circumstancials. Les obres d'Edward Gibbons s'han enregistrat almenys dues vegades, per dos grups de quintets de flautes; Seldom Sene va gravar What Strikes the Clocke?, mentre que "Consortium5" va gravar Nomine.

## Obra
| Títol                                       | Gènere                               | Instrumentació                      | Clau      | Font del manuscrit: Folios                           | RISM No.           |
| ------------------------------------------- | ------------------------------------ | ----------------------------------- | --------- | ---------------------------------------------------- | ------------------ |
| Preludi                                     | Preludi                              | Orgue                               | Re menor  | BL. Harleian MS ff. 193v–194r                        | RISM No. 800243988 |
| How hath ye City sate solitary              | Himne en vers                        | Dos solistes d'alt, cor i orquestra | Re menor  | BL. Harleian MS 7340 ff. 194r–199v                   | RISM No. 800243986 |
| Commandments and Creed, and Credo           | Credo                                | ATTBB                               | ?         | Christ Church, Oxford Mus. 1220–1224                 | –                  |
| Awake and arise                             | Himne en vers                        | Tres veus                           | Sol major | Christ Church, Oxford Mus. 43, f. 24r                | RISM No. 800002664 |
| Nomine                                      | Consort d'instruments (en nominació) | Cinc violes                         | ?         | Bodleian Library, Mus Sch. d.212–216                 | –                  |
| What Strikes the Clocke?                    | Consort d'instruments                | Tres violes                         | Si menor  | Degà de Durham i Biblioteca de Capítols Hunter MS 33 | RISM No. 806929140 |
| No sobreviu cap altra obra d'Edward Gibbons |                                      |                                     |           |                                                      |                    |

## Modern
Llibres

- Cox, Geoffrey (1999). "13. Música d'orgue anglesa fins al 1700". A Thistlethwaite, Nicholas; Webber, Geoffrey (eds.). The Cambridge Companion to Organ. Cambridge: Cambridge University Press. doi:10.1017/CCOL9780521573092. ISBN 978-1-139-00211-0.
- Fellowes, Edmund H. (1951). Orlando Gibbons i la seva família: The Last of the Tudor School of Musicians (2a ed.). Hamden: Archon Books. ISBN 978-0-208-00848-0.
- Harley, John (1999). Orlando Gibbons i la família de músics Gibbons. Londres: Ashgate Publishing. ISBN 978-1-840-14209-9.

Revistes i articles
- "Orlando Gibbons". Encyclopædia Britannica. Chicago: Encyclopædia Britannica, Inc. 2020.
- Harley, John (2008) [2004]. "Gibbons, Edward (bap. 1568, mort en o abans de 1650), músic". Oxford Dictionary of National Biography. Oxford: Oxford University Press. doi:10.1093/ref:odnb/10594. ISBN 978-0-19-861412-8. (Cal subscripció a la biblioteca pública del Regne Unit)
- Kerman, Joseph (1962). The Elizabethan Madrigal: A Comparative Study. New York: American Musicological Society. ISBN 978-1878528063.
- Milsom, John (novembre de 1997). "El pas del temps". Música Antiga. 25 (4 (número del 25è aniversari)). Oxford University Press: 583–588. doi:10.1093/earlyj/XXV.4.583. JSTOR 3128406.
- Rayner, Clare G.; Rayner, Sheila Finch (1970). "Christopher Gibbons: "That Famous Musician"". Musica Disciplina. 24: 151–171. JSTOR 20532058.
- Thewlis, George A. (gener de 1940). "Oxford i la família Gibbons". Música i lletres. 21 (1): 31–33. doi:10.1093/ml/XXI.1.31. JSTOR 727619.
- "vicari: 2a". OED en línia. Oxford: Oxford University Press. (cal subscripció)